# Danh sách nghệ sĩ âm nhạc Việt Nam bán đĩa chạy nhất
Đây là danh sách những nghệ sĩ có lượng tiêu thụ đĩa nhạc lớn nhất Việt Nam.

## Danh sách
| Nghệ sĩ        | Thời gian  | Thể loại                                               | Số bán       |
| -------------- | ---------- | ------------------------------------------------------ | ------------ |
| Trịnh Công Sơn | 1958–2001  | Tình khúc 1954-1975 / Nhạc phản chiến / Nhạc thiếu nhi | Trên 2 triệu |
| Khánh Ly       | 1956 - nay | Nhạc tiền chiến / Tình khúc 1954-1975                  | Trên 2 triệu |
| Mỹ Linh        | 1993 - nay | V-Pop / Funk / Soul / R&B / Cổ điển giao thoa          | Trên 2 triệu |
| Mỹ Tâm         | 1999 - nay | V-Pop / Ballad / Dance                                 | 2 triệu      |
| Đan Trường     | 1996 - nay | Nhạc Hoa lời Việt / V-pop                              | 2 triệu      |
| Lệ Quyên       | 1996 - nay | Bolero Việt Nam / V-pop                                | 300 nghìn    |
| Ưng Hoàng Phúc | 2000 - nay | V-pop                                                  | 250 nghìn    |